# 뤼트 크롤
뤼돌프 ("뤼디"나 "뤼트") 요저프 크롤(네덜란드어: Rudolf ("Ruud" or "Rudi") Jozef Krol, 1949년 3월 24일 ~ )는 네덜란드의 전 축구 선수이자 감독이다.
크롤은 주로 왼쪽 풀백이나 스위퍼로 뛰었지만, 모든 수비 포지션을 소화할 수 있었고 심지어 수비형 미드필더로도 뛸 수 있었다.
크롤은 AFC 아약스에서 6번의 에레디비시, 4번의 KNVB컵, 유러피언 컵 3연패를 하면서 아약스의 최전성기를 이끈 선수 중 하나였다. 이 기록에는 유럽에서 두 번째인 트레블 기록도 포함되어 있다.
또한 국가대표팀에서도 네덜란드 축구 국가대표팀으로도 뽑혀 1974년 FIFA 월드컵, 1978년 FIFA 월드컵 준우승을 하고 UEFA 유로 1976에서 3위를 기록하였다.

## 수상

#### 아약스
- 에레디비시 : 1969–70, 1971–72, 1972–73, 1976–77, 1978–79, 1979–80
- KNVB컵 : 1969–70, 1970–71, 1971–72, 1978–79
- 유로피언컵 : 1970–71, 1971–72, 1972–73
- UEFA 슈퍼컵 : 1972, 1973
- 인터컨티넨탈컵 : 1972

#### 네덜란드
- FIFA 월드컵 준우승 : 1974, 1978
- UEFA 유로 3위 : 1976

### 개인
- 발롱도르 3위 : 1979
- UEFA 유로 대회 베스트 : 1976
- 구에린도르 : 1981
- FIFA XI : 1979
- PSL 올해의 감독 : 2010-11